# Love Is the Drug
«Love Is the Drug» — песня британской рок-группы Roxy Music с их пятого студийного альбома Siren (1975). Кроме того, приблизительно за месяц до выхода альбома была издана отдельным синглом. (Это был первый лид-сингл с того альбома). Была совместно записана Брайаном Ферри и Энди Маккейем. Сама песня изначально была более медленной и мечтательной, пока группа не изменила ее аранжировку, сделав ее более танцевальной и динамичной. Слова Ферри повествуют о человеке, который ищет приключения. 
В США песня добралась до 30 места в «Горячей сотне» журнала «Билборд». В Великобритании сингл с песней «Love Is the Drug» достиг 2 места (в национальном сингловом чарте).

## Предыстория
Саксафонист Энди Маккей написал простую мелодию для песни в Лондоне в ранние 1975-е, при этом поясняя "Я придумал аккорды для этой необычной песни на своем электронном пианино Wurlitzer. Мои аккорды звучали с отчетливым английским акцентом, вдохновленные классическими композиторами 20-го века, такими как Ральф Воан Уильямс. В них чувствовалась народная гармония под влиянием ранней церковной музыки". Затем банда собралась записать эту песню в студии. Благодаря вокалист Брайану Ферри и барабанщику Поллу Томпсону, песня стала звучать в более танцевальном стиле. Маккей вспоминал: 